# Marijn de Vries (wielrenster)
Marijn de Vries (Sleen, 19 november 1978) is een Nederlandse journaliste en voormalig profwielrenster. Van 2010 tot en met 2012 reed De Vries voor de opleidingsploeg Leontien.nl van Leontien van Moorsel. In 2013 stond ze onder contract bij de Belgische ploeg Lotto Belisol en in 2014 bij Giant-Shimano. De Vries sloot haar carrière in 2015 af bij Parkhotel Valkenburg.
Naast het wielrennen was ze tot december 2010 redacteur bij het sportprogramma Holland Sport. Sinds augustus 2013 had De Vries een column in het dagblad Trouw, als opvolgster van Mart Smeets en is ze wieleranalist voor de NOS, onder andere in het televisieprogramma Avondetappe. Samen met Nynke de Jong schreef ze het boek Vrouw & Fiets, handboek voor de fietsende vrouw. In juni 2022 stapte de columniste over van Trouw naar NRC, waar ze ook journalistieke achtergrondverhalen ging schrijven. Toen in 2022 haar werk als analiste voor het Vlaamse sportprogramma Sporza en commentator bij het Nederlandse Ziggo Sport toenamen, stapte ze uit het KNWU-hoofdbestuur waar ze vanaf 2015 lid van was.

## Biografie

### Op de fiets
In 2008 begon De Vries met wielrennen bij de studentenwielervereniging GazGas van Hogeschool Windesheim, waar ze opviel door haar kracht en snelheid. Hierop besloot ze om te kijken hoe ver ze kon komen in de wielersport.
De Vries valt op door de relatief hoge leeftijd waarop ze debuteerde in de wielersport. Het onderzoek naar de mogelijkheden om topsporter te worden, is vastgelegd in de radiodocumentaire 'Kun je nog topsporter worden op je 30ste?' die in 2009 werd uitgezonden in De Avonden op Radio 6. Op vrijdag 24 juli 2009 was De Vries samen met Wilfried de Jong te gast in de Avondetappe.

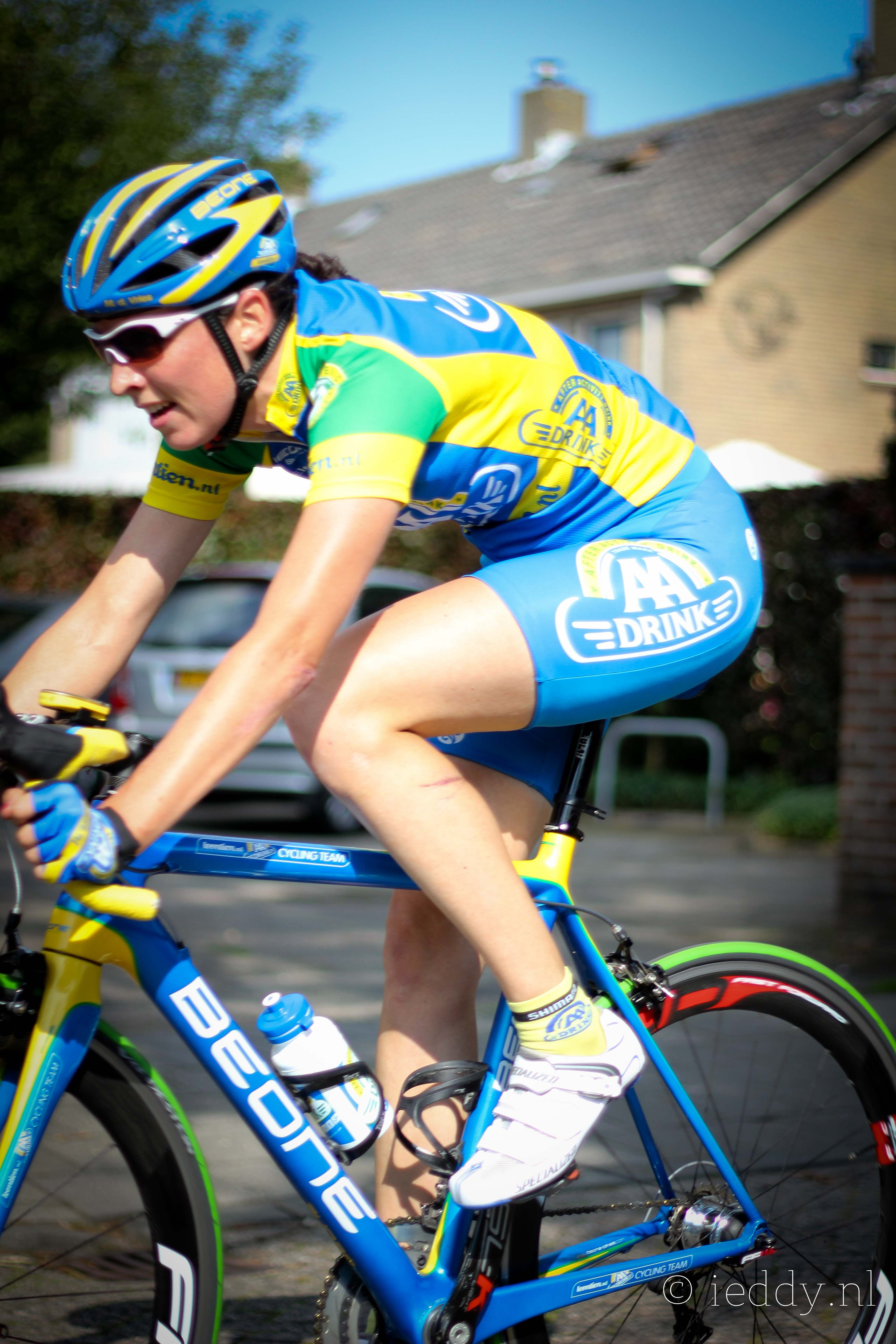
Marijn de Vries in 2011.

Op 5 september 2010 won ze haar eerste wedstrijd: het criterium van Hilversum. In 2012 scoorde ze haar eerste podiumplaats in een UCI-wedstrijd, door derde te worden in de laatste etappe van de etappekoers Gracia Orlová in Tsjechië. Haar beste seizoen beleefde De Vries in 2013, waar ze vooral goed scoorde in de wereldbekerwedstrijden in het voorjaar: ze werd achtste in de Ronde van Drenthe, veertiende in de Trofeo Alfredo Binda en negentiende in de Waalse Pijl.
Tijdens haar carrière deed ze twee keer mee aan de Wereldkampioenschappen wielrennen: in 2013 in Florence (ploegentijdrit) en in 2014 in Ponferrada (ploegentijdrit) en scoorde ze ook goed in individuele tijdritten: De Vries haalde verschillende top-10 noteringen op de Nederlandse kampioenschappen tijdrijden: negende in 2010, achtste in 2012 en negende in 2015. Daarnaast werd ze in 2012 vijfde in de internationale tijdrit Chrono des Nations en in 2013 werd ze achtste in de tijdrit van de internationale etappekoers Energiewacht Tour.
Na zes jaar maakte ze op 31 augustus 2015 bekend te stoppen met professioneel wielrennen. De zesdaagse etappewedstrijd Holland Ladies Tour (1-6 september 2015) was haar laatste koers. Ze beëindigde haar carrière boven op de Cauberg.

### Na de actieve wielercarrière
Na haar actieve carrière bleef De Vries in de wielersport. Ze werd in november 2015 gekozen in het hoofdbestuur van de KNWU. Vanaf januari 2016 is ze ook ambassadeur voor het fietsenmerk Trek. Dit is ze ook al voor de goede doelen Strongher en Right To Play.
Tijdens de Ronde van Frankrijk 2016 was ze, naast Danny Nelissen en Rob Harmeling, een van de vaste analisten van de Avondetappe. In 2017 was ze dat opnieuw.
Op 28 november 2016 vertelde De Vries in haar column in Trouw openhartig over haar eigen ervaringen met ongewenst (seksueel) gedrag en intimidatie binnen de wielersport. Een paar maanden daarvoor had de KNWU al besloten tot een onderzoek naar misstanden in de wielersport, onder andere naar aanleiding van passages uit het CIRC-rapport dat in 2015 uitkwam en de affaire rondom de Britse baanwielrenster Jess Varnish in het voorjaar van 2016.
In juni 2022 stapte de columniste over van Trouw naar NRC waar ze ook journalistieke achtergrondverhalen ging schrijven. Toen in augustus 2022 haar werk als analiste voor het Vlaamse sportprogramma Sporza en commentator bij het Nederlandse Ziggo Sport toenamen, stapte De Vries uit het KNWU-hoofdbestuur. Om dubbele petten te voorkomen nam ze afscheid van het vrijwilligerswerk.
In maart 2023 publiceerde De Vries een column in NRC waarin zij (naar aanleiding van publicaties over ander wangedrag bij NOS Sport) aangaf lastiggevallen te zijn door een (anonieme) medegast bij het NOS-programma De Avondetappe. Toen na onderzoek bleek dat het om wielercommentator Danny Nelissen ging, was hij niet meer welkom bij NOS Sport. De Vries vond de gevolgen voor de dader niet in verhouding tot het vergrijp.

### Privéleven
De Vries heeft een dochter.

## Ploegen
- 2010:  Leontien.nl
- 2011-2012:  AA Drink-leontien.nl
- 2013:  Lotto-Belisol Ladies
- 2014:  Giant-Shimano
- 2015:  Parkhotel Valkenburg